# Paul Aretzu
Paul Aretzu (n. 29 mai 1949, Caracal) este pseudonimul lui Arețu Paul. Este un poet, critic și eseit român. Membru al Uniunii Scriitorilor din România.

## Date biografice
- Paul Aretzu s-a născut la în orașul Caracal, jud. Romanați. Este fiul lui Ștefan și Florica Arețu. Absolvent al Liceului “Ioniță Asan” din Caracal (1963-1967); Facultatea de filologie a Universității din Craiova, secția română-franceză (1969-1973); Profesor de limba și literatura română-limba franceză la Școala generală din comuna Osica de Sus (1973-1986), Școlile nr. 4 și 5 din Caracal (1986-1990), Colegiul Național “Ioniță Asan” din Caracal (din 1990).

## Debut publicistic
- Primele poeme au fost publicate în revista Liceului “Ioniță Asan”, din Caracal, Facla, apărute apoi într-o antologie școlară, Vârsta visurilor (1968).
- În 1971, a debutat în revista “Ramuri”, condusă de Al. Piru.
- Debutul editorial are loc în 1988, în volumul colectiv Zboruri lirice (apărut la editura Scrisul Românesc), cu grupajul Insomnia cuvintelor.
- În 1966, publică, la Editura Eminescu, volumul Carapacea cu sunete, prilej cu care, la propunerea editorului Mircea Ciobanu, își grafiază numele Aretzu.

## Opera
Cărți de poezie:
- Carapacea cu sunete, Editura Eminescu, București, 1996;
- Orbi în Paradis, Editura Cartea Românească, București, 1999;
- Diapazonul de sânge, Editura Cartea Românească, București, 2000;
- Cartea Psalmilor (semne de iubire), Editura Cartea Românească, București, 2003, cu o prezentare de Marian Drăghici;
- Urma lui Uriel, Editura Vinea, București, 2006, cu o postfață de Eugen Negrici.

Cărți de critică:
- Viziuni critice, Editura Ramuri, Craiova, 2005;
- Scara din bibliotecă, Editura Ideea Europeană, București, 2007;
- Jurnal de lecturi, Editura Scrisul Românesc, Craiova, 2009.
- A apărut, de asemenea, în antologii de poezie și critică literară, a scris prefețe sau postfețe.
- Poemele sale au fost traduse în engleză, franceză, sârbă, maghiară.

## Colaborări la publicații (ziare/reviste)
- Rubrici la revistele Ramuri, Calende, Euphorion, Cafeneaua literară, Luceafărul, Contemporanul, Viața Românească.
- Colaborări la Vatra, Apostrof, Tomis, Poesis, Convorbiri literare, România literară, Ziua literară, Columna, Acolada, Poezia, Mozaic, Scrisul Românesc, Hyperion etc.

## Premii
- Premiul U.S.R. al Filialei Craiova, 2004, Premiul pentru poezie al revistei „Ramuri”, 2005, Premiul Festivalului Național de poezie „George Coșbuc”, 2004, Premiul Atelierului Național de poezie „Serile de la Brădiceni”, 2005, Premiul special pentru poezie al Bibliotecii județene „I. G. Bibicescu”, Mehedinți, 2006, Marele premiu „Virgil Mazilescu”, 2003, Premiul pentru poezie al revistei „Convorbiri literare”, 2006, Premiul Festivalului „Nichita Stănescu”, Sighet, 2004; Premiul Festivalului Național de literatură „Sensul iubirii”, Drobeta Turnu Severin, 2004, Premiul de Excelență al Filialei Craiova a USR (2007), Premiul pentru poezie al revistei „Acolada”, (2009), Premiul „Daniil Sandu Tudor”, Mănăstirea Neamț, 2009.
- A primit Medalia „Centenarul U.S.R.”, 2008, Meritul cultural în grad de cavaler, 2008. Este cetățean de onoare al municipiului Caracal.
- A obtinut premiul Uniunii Scriitorilor din România, filiala Craiova, premiile revistelor Ramuri si Convorbiri literare si ale unor festivaluri - Virgil Mazilescu, George Cosbuc, Nichita Stanescu, premiul Atelierului National de poezie „Serile de la Bradiceni”.

- Eugen Negrici, Triumful emoției lirice, SLAST, nr. 3, 1987;
- Mircea Ciobanu, ***, Literatorul, nr. 6 (23), 14 februarie 1992;
- Alex Ștefănescu, Camuflaj total de cuvinte, Zig-zag, nr. 214, 30 iunie-6 iulie 1994;
- Nicolae Coande, Jurnalul omului gri, Gazeta de sud, nr. 576, 1-2 februarie 1997, Craiova;
- Virgil Dumitrescu, „Ora exactă” a poetului, Cuvântul libertății, nr. 1977, 8-9 februarie 1997, Craiova;
- Florea Miu, Portret în lemnul cuvintelor, Ramuri, nr. 10, 1997;
- Nicolae Țone, Un debut de excepție: “Carapacea cu sunete”, Viața Românească, nr. 4-5, 1998;
- Catrinel Popa, Portretul scribului, România literară, nr. 12, 2000;
- Bucur Demetrian, Căderea în citit, Ramuri, nr. 7-8, 2000;
- Gheorghe Grigurcu, Suprarealismul târziu, România literară, nr. 29, 2001;
- Florea Miu, Cuvinte și spațiu, Editura Ramuri, Craiova, 2001, p. 43-54;
- Florea Firan, Profiluri și structuri literare, vol. II, Editura Scrisul Românesc, Craiova, 2003;
- Gabriel Coșoveanu, Psalmistul printre noi, Ziua literară, 19 ian. 2004;
- Ștefan Agopian, Poeți, violatori și dictatori, B-24-FUN, nr. 40, 30 ian.-5 feb. 2004;
- Remus Valeriu Giorgioni, Paul Aretzu, eremitul zăvorât în Cuvânt, Banat, Lugoj, nr. 4-5, 2004;
- Roxana Sorescu, Cartea Psalmilor, prezentare la Revista literară radio, august, 2004;
- Gheorghe Grigurcu, Un poet religios, România literară, nr. 31, 2004;
- Mircea A. Diaconu, Paul Aretzu. Cartea Psalmilor, Ziua literară, 25 sept. 2004;
- Adrian Popescu, Trei poeți, Vatra, nr. 11-12, 2004;
- Constantin Stancu, Psalmul ca mod de înviere, Reflex, nr. 7-12, Reșița, 2005;
- Emilian Marcu, Convorbiri literare, 2005;
- Marian Drăghici, Urma lui Uriel,  Ramuri, nr. 4, 2006;
- Aurel Sasu, Dicționarul biografic al literaturii române, vol. I, Editura Paralela 45, 2006;
- Eugen Negrici, Cartea unei chemări copleșitoare, postfață la volumul Urma lui Uriel, Editura Cartea Românească, 2006;
- Aurelian Titu Dumitrescu, Viața la zi, II, Editura Semne, București, 2007, p. 102-103;
- Ana Dobre, Utopiile realului, Editura Fundația Culturală Libra, București, 2007, p. 243-247;
- Călin Chincea, Experiența sacră a Poeziei, 24 de ore – Cotidianul de Vest, Reșița, 23 martie 2007;
- Aurelian Titu Dumitrescu, Poetul și divinitatea, Pentru Patrie, nr. 5, 2007;
- Ion Zubașcu, Bună Vestirea psalmilor unui mare poet – Paul Aretzu, Convorbiri literare, nr. 7 (139), 2007;
- Valeria Manta Tăicuțu, Omogenitatea demersului critic, Luceafărul, aprilie 2007;
- Gheorghe Grigurcu, O poezie religioasă, România literară, nr. 16, 2007;
- Cristina Chiprian, Urma lui Uriel. „Căci poezia este o magie”, Dacia literară, nr.4, 2007;
- Gheorghe Grigurcu, Poezie religioasă, Jurnalul național, 25.07.2007;
- Valeria Manta Tăicuțu, Trup acoperit cu voce, Bucovina literară, 8-9, august-septembrie, 2007;
- Radu Voinescu, Penița de lumină, Revista Sud, 2007;
- Eugen Evu, Ion Urda, Harfele Harului, Editura Corvin, Deva, 2007, p.14-17;
- Pr. Prof. Ion Buga, Plinirea potirului credinței, Editura Sfântul Gheorghe Vechi, București, 2007, p. 21-22;
- Al. Cistelecan, Poeți în travesti, Vatra, nr.12, 2007; Lucia Dărămuș, Cele șase fețe ale zarului, EgoPHobia, nr. 17, martie, 2008;
- Gheorghe Mocuța, ”Scara din bibliotecă”, Arca, 4,5,6, 2008;
- Ștefan Borbely, O regăsire fericită: Paul Aretzu, Apostrof, nr.8, 2008;
- Ioan Lascu, Scara discursului cri(p)tic, Ramuri, nr.3, 2009;
- Angela Nache-Mamier, Confluences poetiques – O Antologie a poeziei românești contemporane. Despre ceea ce este și nu este poezia, Astra, aprilie, 2009;
- Florin Caragiu, Cartea Psalmilor (semne de iubire), Viața Românească, nr. 8-9, 2009;
- Boris Crăciun, Daniela Crăciun-Costin, Scriitori români clasici și contemporani: un dicționar bibliografic esențial, Editura Porțile Orientului, Iași, 2010;
- Horia Gârbea, Jurnal de lecturi, Luceafărul, 30 martie 2010;
- Constantin M. Popa, Îngeri provizorii, eseuri critice, Editura Aius, Craiova, 2010, p. 33-35;
- Simona Mărieș, Lectura ca modus vivendi, Steaua, nr. 4-5, 2010;
- Psalmi, 11 mai 2010, Monica Patriche, Ziarul Lumina

## Apartenența la asociații, organizații, societăți științifice și/sau profesionale
- Membru al USR, din 2000, membru în Consiliul USR, din 2005, membru în Comitetul director al Filialei Craiova a USR;
- Redactor-șef al revistei “Ramuri”.